# Fort van Daugavpils

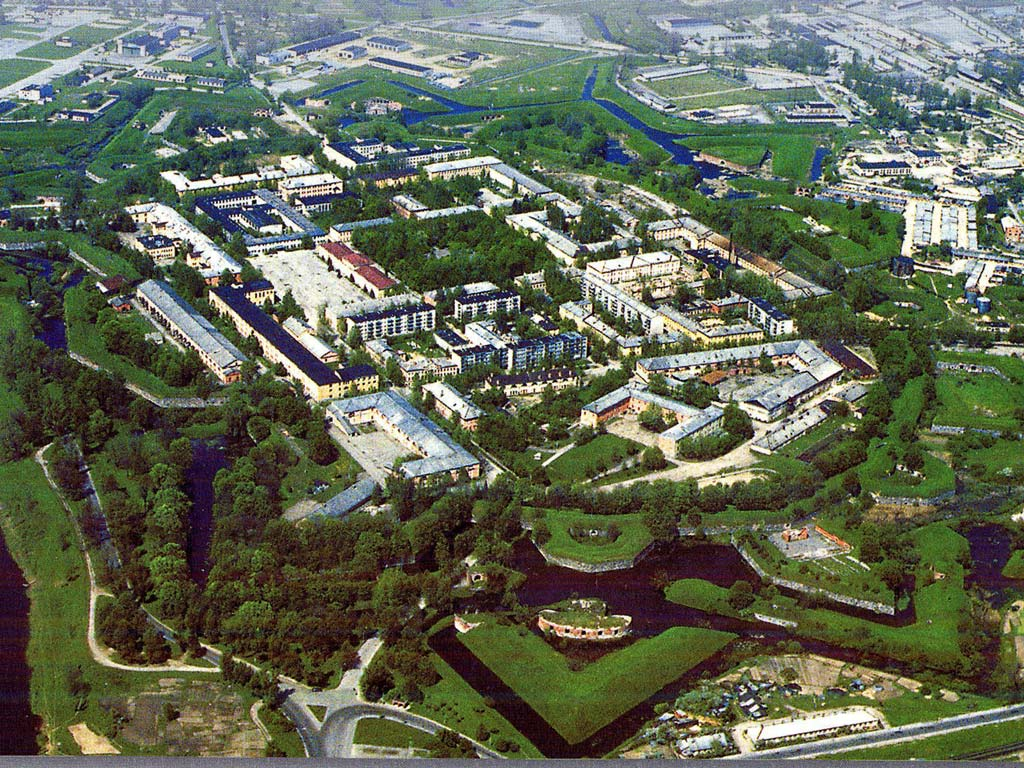
Fort van Daugavpils

Het Fort van Daugavpils, ook wel bekend als het fort van Dinaboerg of na 1893 Dvinsk, is een fort in de Letse stad Daugavpils. Het is de enige vroeg-19e-eeuwse militaire vesting van zijn soort in Noord-Europa die zonder noemenswaardige wijzigingen bewaard is gebleven.
Het fort is de locatie van het Mark Rothko-kunstcentrum van Daugavpils.

## Geschiedenis
De planning van het fort begon in 1772 bij decreet van tsaar Alexander I, kort na de Eerste Poolse Deling waarbij het Woiwodschap Lijfland aan Rusland kwam. Hoewel Dinaboerg na de Derde Poolse Deling niet meer vlak aan de westelijke grens lag bleef de locatie van groot belang.
De bouw begon tijdens de Veldtocht van Napoleon naar Rusland in 1810. In 1812 werd het fort door een Frans leger van 24.000 man aangevallen. Het fort was nog in aanbouw en werd verdedigd door 3300 mannen en 200 kanonnen.
Tienduizend arbeiders bouwden het fort in twee ploegen. Ondanks langdurige vertragingen, ernstige overstromingen en langzaam voortgaande bouwwerkzaamheden werd de bouw van het fort in 1878 voltooid.
Het fort was een belangrijk en modern militaire centrum van het Russische Rijk. De hoofdverkeersroute van Sint-Petersburg (toen hoofdstad van het Russische Rijk) naar Warschau en West-Europa leidde door Daugavpils en het fort was een verblijfplaats voor vele edelen, waaronder de tsaren Alexander I, Nicolaas I, Alexander II, Alexander III en Ruslands laatste tsaar Nicolaas II.
Na de officiële erkenning van de Letse onafhankelijkheid door de Sovjet-Unie in 1920 was het fort tot 1940 een basis van het Letse leger.
Tijdens de Tweede Wereldoorlog was het krijgsgevangenenkamp Stalag 340 gevestigd in het fort.
Van 1948 tot 1993 was in het fort de Hogeschool voor Militaire Luchtvaarttechniek van Daugavpils gevestigd.
Na de hernieuwde onafhankelijkheid in 1998 kwam het fort in het bezit van de staatsdienst voor onroerend goed van Letland. In 2008 besloot de regering van Letland het fort te koop aan te bieden. De toekomst blijft sindsdien onzeker.

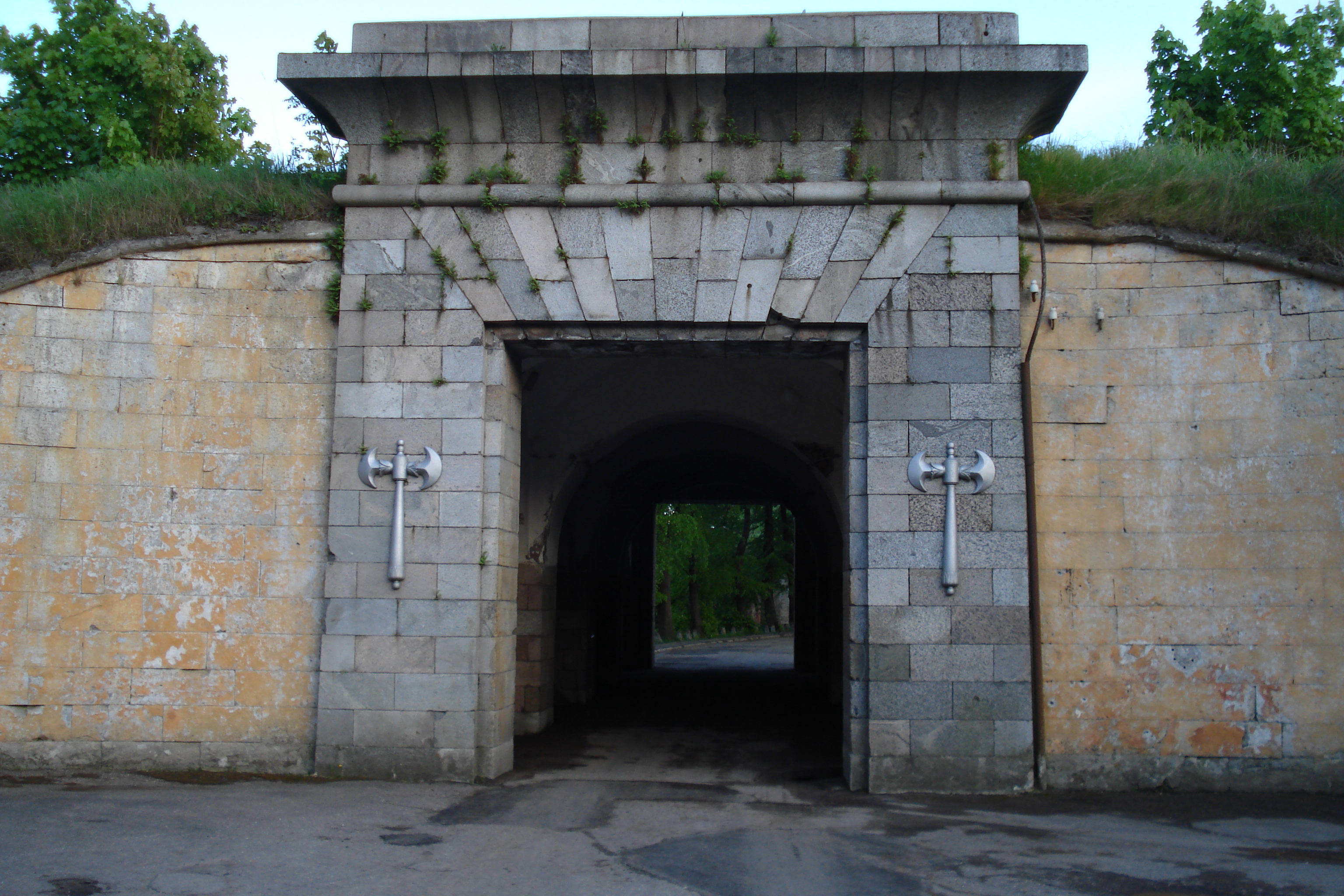
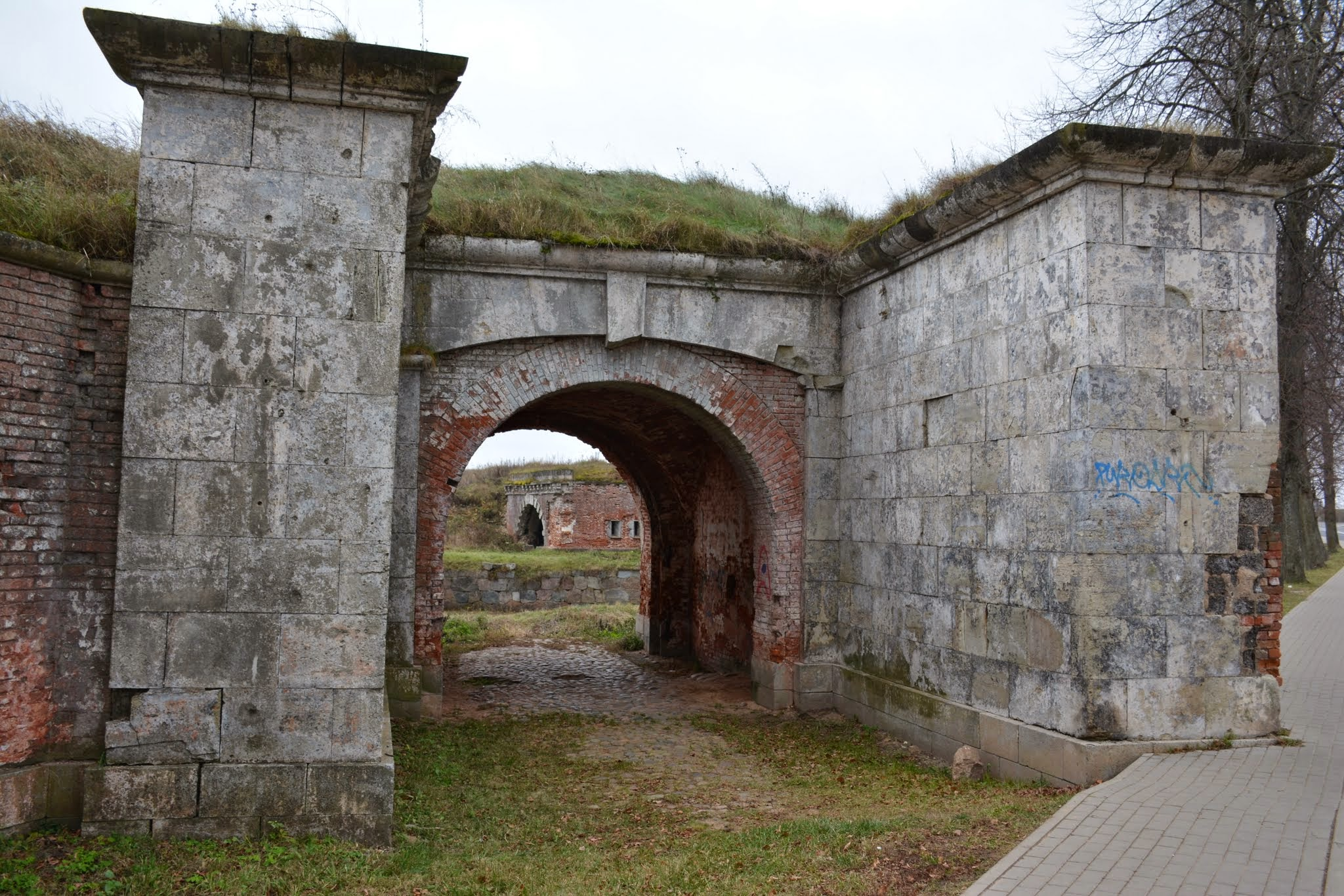
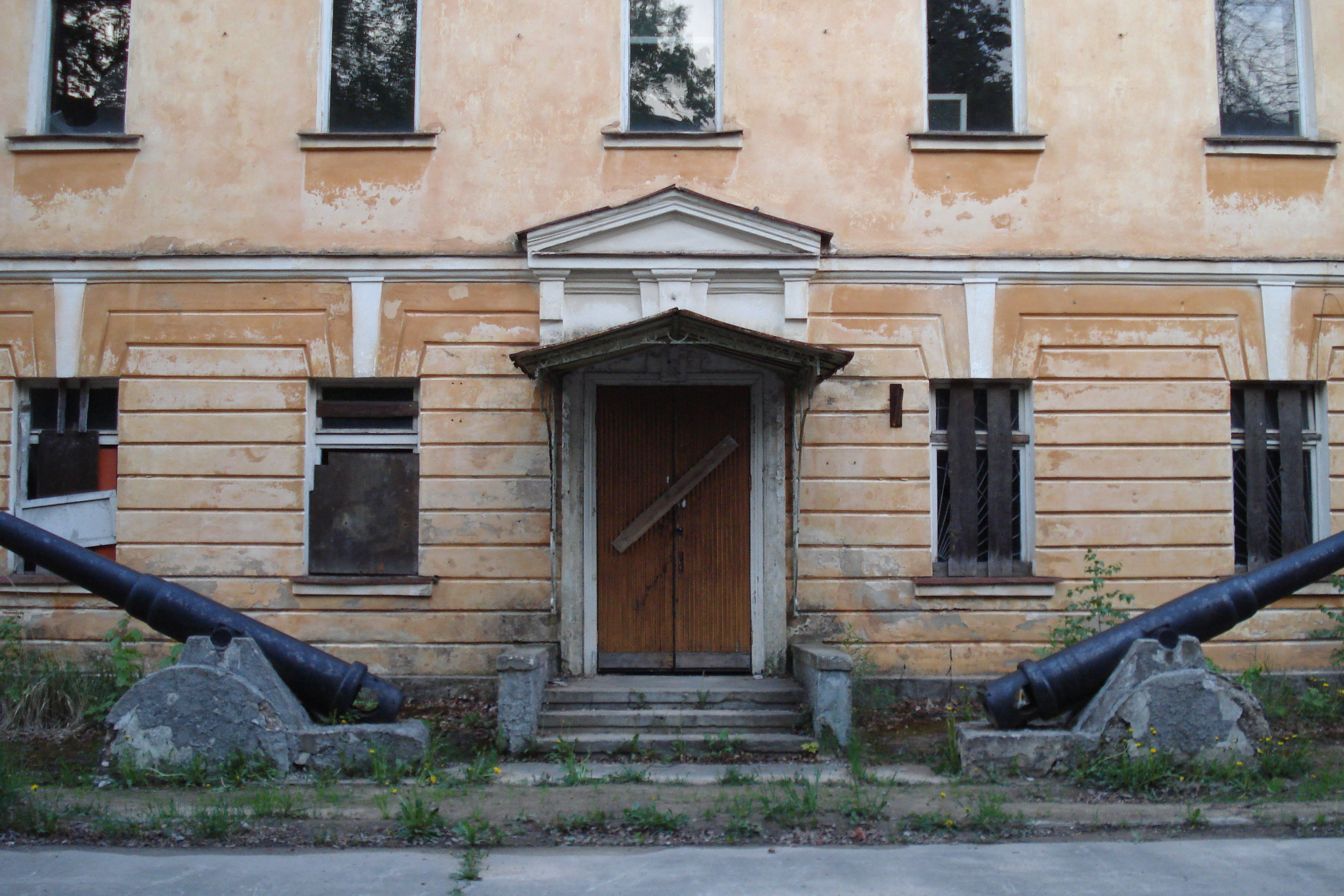
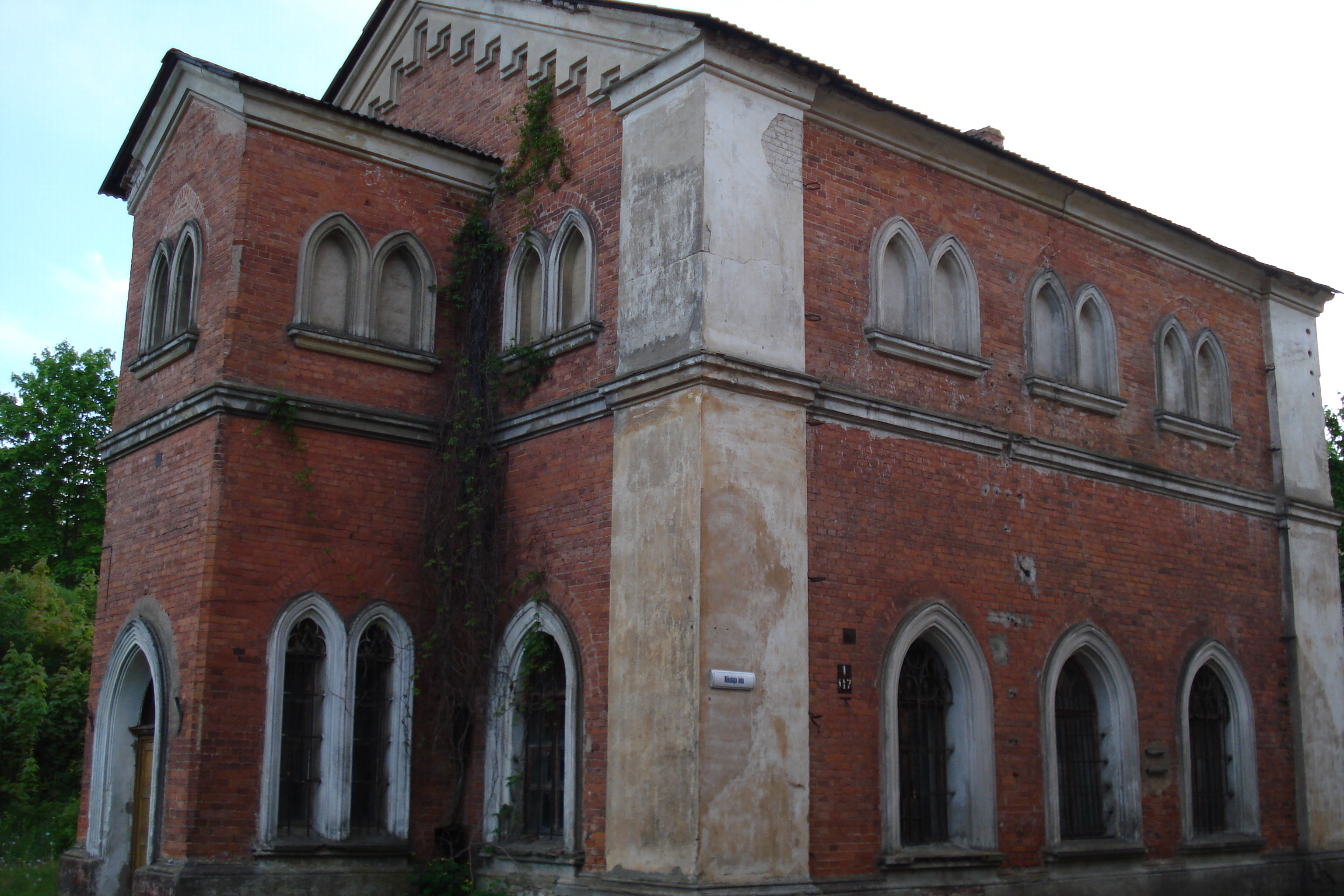
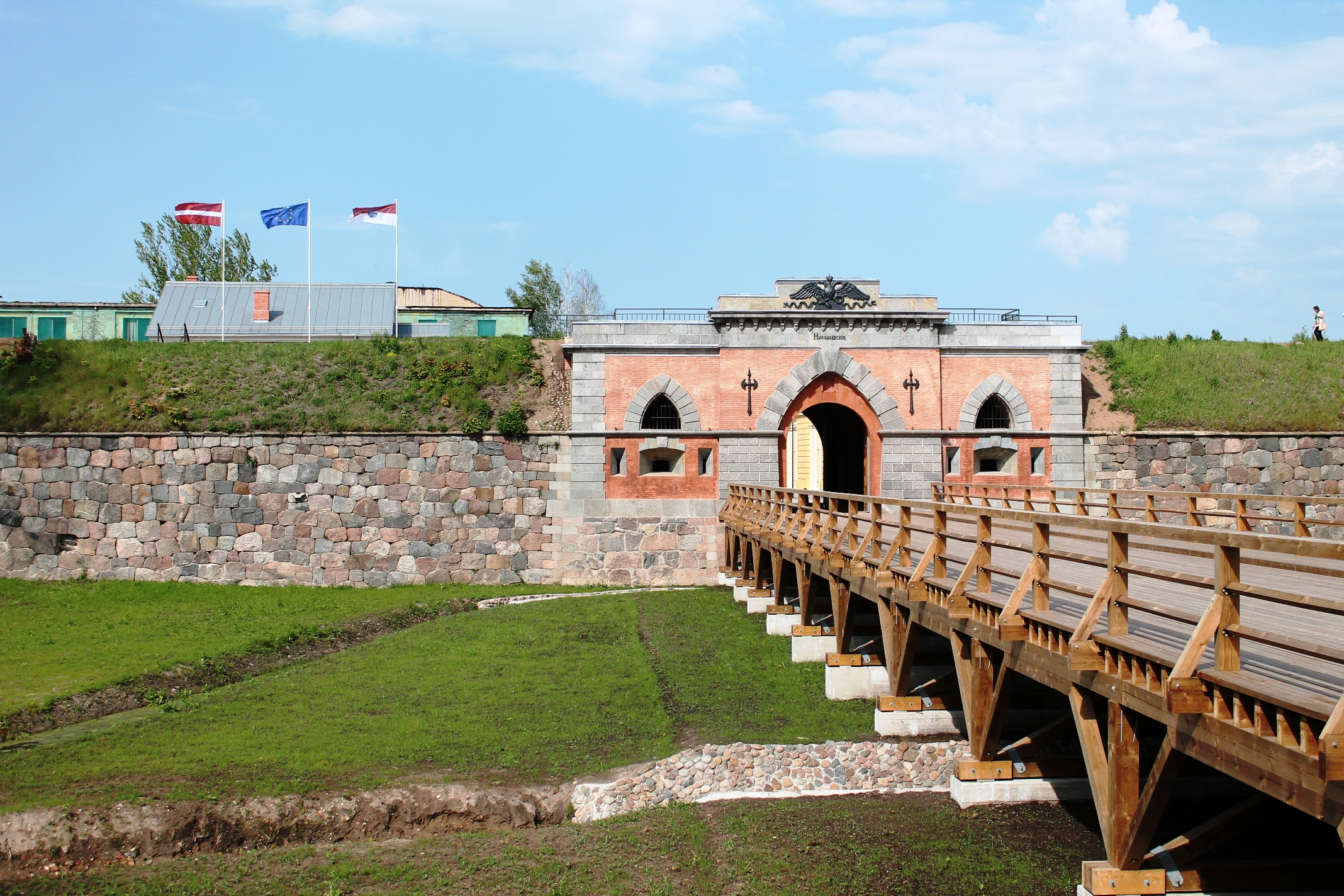